# Caso Ives Ota
O caso Ives Ota refere-se ao sequestro seguido de homicídio e ocultação do cadáver de Ives Yoshiaki Ota (Vila Carrão, São Paulo, 2 de junho de 1989 – Itaquera, São Paulo, 29 de agosto de 1997), aos oito anos de idade. O sequestro almejava a aquisição de cerca de US$ 800 mil, valor este que havia sido diminuído posteriormente para US$ 80 mil, porém, ao ser reconhecido pela vítima como segurança da loja da família, um dos envolvidos decretou a morte de Ives.
Seguidamente, na madrugada do mesmo dia, o motoboy Adelino Donizete Esteves, também conhecido como Silvio da Costa Batista, ofereceu um copo de leite com achocolatado com comprimidos de bromazepam macerados, levando Ives a adormecer. Adelino cavou um buraco no próprio quarto e, após enterrá-lo, efetuou dois disparos no rosto da vítima.

## Vítima

Redação escolar de Ives Ota

Ives Yoshiaki Ota nasceu em São Paulo, 2 de junho de 1989, falecendo em 29 de agosto de 1997. À época com oito anos de idade, Ives era descrito como uma criança dócil, amorosa e preocupado com os pais. Durante as investigações e a procedência de resgate do sequestro, os pais de Ives apresentam cartas e lembranças que ele havia entregue a eles. Dentre esses presentes, incluía uma redação de título "Menor abandonado" que expressava o desejo de Ives por igualdade, respeito e amor pelos demais.

## O caso
Pioneiro das lojas de 1,99 na região de São Paulo durante os anos 1990, Masataka Ota, pai de Ives Ota, transformou suas lojas em preço único num período de quarenta e cinco dias. Paulo de Tarso Dantas, segurança da loja da família, acreditava que as finanças de Masataka estavam aumentando rapidamente. Na manhã de 29 de agosto, Masataka e sua esposa, Keiko Ota, dirigiram-se a uma transportadora para resolver pendências dos estabelecimentos.
Momentos depois, o motoboy Adelino Donizete Esteves, também conhecido como Silvio da Costa Batista, segurando um buquê de flores, toca a campainha da residência onde Ives se encontrava junto a seu primo e a babá, e pergunta sobre Margarete, sobrinha de Masataka. Carregando uma caixa que não passaria pelo portão, a babá abre o portão e Adelino adentra à residência. Seguidamente, age como se estivesse a assaltar o local e questiona a existência de um cofre – negando seu questionamento, Adelino tranca o primo de Ives e a babá e leva-o durante a fuga. Chegando em casa às 19h15min, aproximadamente, Keiko percebe o conglomerado de policiais ao redor de sua residência e acredita que esteja ocorrendo um problema com algum de seus vizinhos. Vanessa, outra filha do casal, informa à mãe que Ives havia sido sequestrado.

### Investigações
No mesmo dia, a família se dirigiu à delegacia e o distrito da área acionou a Divisão Antissequestro de São Paulo. Com imediação, foram enviadas equipes do delegado Marcos Carneiro para averiguar o ocorrido, além do contato efetuado com a perícia acerca de um sequestro que, até então, não havia muitas informações.
O primeiro pedido do resgate ocorreu no dia seguinte, no sábado, 30 de agosto de 1997, pedindo um valor em torno de US$ 800 mil; em três dias, os sequestradores ligaram novamente e, neste momento, os investigadores e a perícia efetuaram um plano para garantir a prova de vida de Ives. As perguntas direcionadas aos sequestradores não eram respondidas corretamente, apesar de desviadas com afirmações apropriadas sobre eventos que apenas a família tinha conhecimento. Constata-se, então, que Ives já estava morto desde o primeiro pedido de resgate.
Após a primeira ligação, é requerida uma diligência para identificar a origem das chamadas. Na casa de Ives, os policiais conseguem angariar números e uma localidade específica que remonta a região de Vila Guarani, em São Paulo. Sequencialmente, os policiais identificam o orelhão em específico e dirigem-se ao local. Encontram, portanto, Adelino, o motoboy responsável pelo sequestro, que tenta reagir, porém, ao verificar que sua ação seria contraproducente, desiste de entrar num embate com a polícia.
Logo depois da captura do primeiro suspeito, os investigadores passam a recolher informações dos demais. Na delegacia, Adelino, que já tinha passagens por roubo e outros crimes, decidiu colaborar as investigações; informou que havia realizado o rapto de Ives, mas não sabia onde ele se encontrava e que havia entregado-o a Paulo de Tarso, policial que trabalha como segurança na loja de Masataka.
Com Adelino negando a participação no crime, a polícia requisitou o reconhecimento facial a ser feito pela babá; o retrato falado era fidedigno ao que se suspeitava e, por fim, a participação do motoboy foi confirmada. As diligências seguintes focavam em Paulo de Tarso e, numa dos recolhimentos de depoimento, demonstrou comportamento incongruente e sudorese excessiva, mencionando, ainda, a existência de um álibi ao invés de qualquer outro mecanismo de negação de participação do crime.

### Dinâmica e perícia
Com a captura dos dois suspeitos, as equipes policiais foram direcionadas às residências de Adelino e Paulo. Numa primeira tentativa de busca na casa de Adelino, nada foi encontrado; o mesmo ocorreu na casa de Paulo, sem qualquer evidência da passagem de Ives pelo local. Continuamente, numa nova busca feita na casa de Adelino, os policiais encontraram uma alteração recente no piso embaixo do berço de sua sobrinha.
Após examinar o piso, este rompeu com facilidade devido à liberação de gases durante a putrefação do corpo, que já se encontrava ali há mais de 10 dias, apesar da presença de cal para inexistência de odor. O Corpo de Bombeiros efetuou uma escavação e, no primeiro momento, identificou parte do corpo de Ives; retiraram-no e constataram que se tratava de um garoto de etnia oriental, apurando que se tratava, de fato, de Ives.
Após a sedação, Adelino levou-o à cova e, com o corpo distendido em decúbito dorsal, efetuou dois disparos que apresentavam região de entrada e saída – esfumaçamento pífio na região nasal remontando a entrada, e saída na região occipital. Para constatar que o homicídio havia ocorrido no local, os peritos peneiraram a terra encontrada na cova e encontraram o projétil de 9 mm, modelo este que é de uso exclusivo das Forças Armadas.

## Julgamento
Em junho de 1998, José Luiz de Carvalho, juiz da 17ª Vara Criminal de São Paulo, condenou o motoboy e os dois policiais envolvidos no crime. Na sentença, o juiz considerou que Paulo de Tarso Dantas, um dos policiais envolvidos, foi o condutor do sequestro. O motoboy, portanto, encarregou-se de realizar o rapto de Ives para o cativeiro. Paulo de Tarso Dantas e Sergio Eduardo Pereira de Souza receberam condenação de 43 anos e dois meses de prisão por sequestro, homicídio qualificado e ocultação de cadáver.
O motoboy Adelino Donizete Esteves foi condenado a 45 anos e seis meses por sequestro, homicídio qualificado, ocultação de cadáver, falsidade ideológica e falsa identidade. Em abril de 1999, o Tribunal de Justiça reduziu a pena de Sérgio Eduardo Pereira para 35 anos e um mês de prisão, sob o entendimento de que a participação do ex-policial era menos grave, embora soubesse do plano acordado. Desde outubro de 2005, os criminosos cumprem as penas em regime semiaberto.

## Repercussão
Em função da brutalidade do crime e o homicídio de uma criança, o crime teve repercussão nacional. Em setembro de 1997, os pais de Ives, Masataka Ota e Keiko Ota, fundaram o Movimento da Paz e Justiça Ives Ota, uma organização não-governamental cujo objetivo é a promoção da paz. Em 10 de outubro de 1999, foi inaugurada a Praça Ives Ota, na Vila Carrão, local onde Ives foi sequestrado.
Em agosto de 2017, foi inaugurado o Parque Ives Ota, na cidade de Sorocaba, no Jardim Morumbi, próximo à região de São Paulo. No mesmo ano, Keiko, deputada federal, foi responsável pela criação da Lei 13.437/2017, Dia Nacional do Perdão a ser comemorado, anualmente, no dia 30 de agosto. A lei entrou em vigor na data de sua publicação, em 19 de abril de 2017.